# 盧卡·高尼奧素
盧卡·沃里克·达埃奥维耶·高尼奧素（英語：Luca Warrick Daeovie Koleosho，2004年9月15日—）是一名美國出生的職業足球運動員，司職左翼鋒, 前鋒，現効力於英格蘭超級足球聯賽球會般尼，曾代表美國U15、意大利U19及意大利U20。
2023年7月，高尼奧素以230萬英磅加86萬英磅附加條款加盟英格蘭超級足球聯賽球會般尼，並簽約4年。
2023年3月，高尼奧素接受了意大利U19的徵召，參加了訓練營，為2023年U19歐洲國家盃做準備。隨後，他被列入該比賽的20人大名單，3月25日，他在與斯洛文尼亞U190-0打和的友誼賽中替補出場。
2023年6月，他入選了在馬耳他舉行的2023年U19歐洲國家盃大名單並獲得冠軍。

## 生涯統計
最後更新：2023年10月28日
| 球會     | 球季     | 聯賽               | 聯賽 | 聯賽 | 本土盃賽 | 本土盃賽 | 聯賽盃 | 聯賽盃 | 合計 | 合計 |
| 球會     | 球季     | 級別               | 出場 | 入球 | 出場     | 入球     | 出場   | 入球   | 出場 | 入球 |
| -------- | -------- | ------------------ | ---- | ---- | -------- | -------- | ------ | ------ | ---- | ---- |
| 愛斯賓奴 | 2021–22  | 西班牙甲組足球聯賽 | 1    | 0    | 0        | 0        | —      | —      | 1    | 0    |
| 愛斯賓奴 | 2022–23  | 西班牙甲組足球聯賽 | 4    | 1    | 1        | 0        | —      | —      | 5    | 1    |
| 愛斯賓奴 | Total    | Total              | 5    | 1    | 1        | 0        | —      | —      | 6    | 1    |
| 般尼     | 2023–24  | 英格蘭超級足球聯賽 | 10   | 0    | 0        | 0        | 0      | 0      | 10   | 0    |
| 生涯合計 | 生涯合計 | 生涯合計           | 15   | 1    | 1        | 0        | 0      | 0      | 16   | 1    |

1. ↑  包括西班牙國王盃

## 榮譽
意大利U19
- 2023年U19歐洲國家盃: 2023[8][9]

## 外部連結
- 盧卡·科列奧紹在Soccerway.com（英语）
- 盧卡·科列奧紹在WorldFootball.net（英语）
- 盧卡·科列奧紹在Soccerbase.com（英语）
- 盧卡·科列奧紹在11v11.com（英语）
- 盧卡·科列奧紹在BDFutbol（英语）
- 盧卡·科列奧紹在kicker（德语）
- 盧卡·科列奧紹在FBref.com（英语）
- 盧卡·科列奧紹在Premier League（英语）
- 盧卡·科列奧紹在FootballDatabase.eu（英语）
- 盧卡·科列奧紹在Transfermarkt（英语）
- 盧卡·高尼奧素在加拿大足球協會
- Soccerway資料庫：盧卡·高尼奧素
- 盧卡·高尼奧素在BDFutbol中的档案
- LaPreferente.com中的盧卡·高尼奧素（西班牙語）